# Transition
Transition är den process en transperson genomgår för att ändra sitt könsuttryck och/eller sin kropp  för att få detta att överensstämma med personens könsidentitet. Transition kan omfatta social transition, att  exempelvis ändra könsuttryck, förnamn och  pronomen, medicinsk transition med könsbekräftande vård och/eller juridisk transition då personen byter juridiskt kön.

## Inledning av transition
En transition börjar med ett beslut om att transitonera, föranledd av känslan av att ens könsidentitet inte stämmer överens med det kön som man tilldelades vid födseln. Ofta inleds den i en trygg miljö, kanske ensam framför spegeln eller ihop med vänner som också är transpersoner. En del kommer ut först inför sin partner eller familj medan andra väntar att berätta för familjen. En transition kan ta allt mellan flera månader och flera år. En del transpersoner, särskilt de som är icke-binära eller genderqueer, kan tillbringa hela sitt liv med att förändras och kan omdefiniera och omtolka sitt kön allt eftersom. Ibland omfattar transitionen byte av livssituation, att personen byter arbetsplats, skola eller flyttar för att våga eller ens ha möjlighet att genomgå den transition de behöver genomgå. I länder där det är förbjudet att genomgå könsbekräftande behandling, klä sig i ett annat köns kläder och inte går att byta juridiskt kön innebär en transition att personen ofta är utsatt för förföljelse, måste fly sitt land eller frivilligt emigrera.

## Terminologi
Transition förstås ofta som att personen genomgår könsbekräftande behandling men det är bara en del av transitionen. Inte alla transpersoner som transitionerar socialt väljer att ändra på kroppen, andra tvingas välja bort det på grund av att det saknas adekvat vård eller att den är ekonomiskt ouppnåelig. En transition inkluderar vanligen psykologiska, sociala och känslomässiga förändringar, även för den som inte genomgår könsbekräftande behandling.
Att passera innebär att som transperson bli uppfattad och accepterad av andra människor på ett sätt som överensstämmer med ens könsidentitet. Ofta innebär det att personen helt eller delvis uppfattas som cisperson, för de som är binära transpersoner. Inte alla transpersoner är intresserade av att passera och en transperson kan  i vissa situationer vilja  passera men i andra välja vara mer synligt transperson. Om en transperson kan passera beror på både kroppsliga, ekonomiska och sociala förutsättningar. Att inte passera kan innebära större risk för både felkönande, trakasserier, diskriminering, hot och våld.
En person som lever dolt, stealth, lever som sitt självidentifierade kön utan att andra människor inser att personen är transperson. Många transpersoner lever dolt inför främlingar, ytliga bekanta och arbetskollegor men inte med familj, partners eller nära vänner. 
Detransition är när personen genomgår en ytterligare transition där hen återgår till sitt vid födseln registrerade kön. Omtransition är när personen går vidare i sin process genom en ytterligare transition till ett annat kön.

## Olika aspekter av transition
Transition är en komplicerad process som kan omfatta både könsuttryck, social könsroll, juridiskt kön och kroppsligt kön. Vilka element som ingår i en viss persons transition beror på dennes könsidentitet, kroppsuppfattning, personlighet, ekonomi och ibland andras attityder. En viss grad av experimenterande kan ingå för att ta reda på vilka förändringar som passar personen bäst. En transition varierar också mellan kulturer och subkulturer beroende på skillnader i samhällenas syn på kön.

### Social transition
En social transition börjar med att komma ut, det vill säga att informera andra om att man identifierar sig som transperson. Sedan kan transpersonen anta ett nytt namn och be andra använda ett pronomen som skiljer sig från tidigare; till exempel skulle en transman be om att bli hänvisad till som han snarare än hon, eller en genderqueer/icke-binär person kan be om att bli hänvisad till som hen eller den.  Personen kan vilja att könade titlar ändras, både professionella sådana och de som används inom familjen. Personliga relationer påverkas, det som en gång var ett olikkönat förhållande är nu ett samkönat förhållande och vice versa. Könsroller och sociala förväntningar förändras ofta i takt med att transitionen fortskrider. Estetik och mode är ofta en del av processen. Personer i en transition ändrar ofta vilka typer av kläder och accessoarer de bär och kan också byta frisyr, anlägga eller ta bort skägg, börjar eller sluta använda smink och medvetat tala med lägre eller ljusare röst. Det är också vanligt att använda olika hjälpmedel som döljer en penis eller kvinnliga bröst eller förstorar bysten. Den som har kvinnlig könsidentitet och för kort eller för lite hår kan välja att använda peruk för att få en mer kvinnlig frisyr. En persons idéer om kön i allmänhet kan förändras under transitionen, vilket kan påverka deras religiösa, filosofiska och/eller politiska övertygelse.

### Juridisk transition
I många delar av världen kan transpersoner lagligt ändra sitt juridiska kön, så att könsmarkören på i dokument som körkort, födelsebevis och pass harmonierar med deras könsidentitet. Kraven för att få byta juridisk kön och i vilken grad det går att byta det i samtliga dokument varierar beroende på land och ibland beroende på delstat i landet. En del länder kräver att personen ska ha genomgått fullständig könbekräftande kirurgi, andra ställer lägre krav på hur mycket könsbekräftande behandling personen ska ha genomgått. Krav på att personen är steril, ogift och saknar barn förekommer. Enstaka länder, som Iran, kräver också att personen är heterosexuell i sin nya könsroll.
En del länder kräver ingen typ av könsbekräftande behandling men kräver ändå någon typ av diagnos och kontakt med sjukvården, Sverige är ett av dem. Vissa länder, däribland Danmark, Finland, Norge, Island och flera andra länder i Västeuropa, har infört självdefinition som princip vid byte av juridiskt kön. Självdefinition innebär att staten inte ställer några särskilda krav på den som byter juridiskt kön, andra än att personen identifierar sig som det kön den vill byta till. I ett litet antal länder är det möjligt att byta till ett annat kön än kvinna eller man. I ett fåtal länder, däribland Norge och Island, kan minderåriga personer byta juridiskt kön, ofta med krav på samtycke av vårdnadshavare. 
I en del länder får bara juridiska kvinnor bära förnamn som ses som typiskt kvinnliga och vice versa. Där ingår byte av juridisk förnamn vanligen i den juridiska transitionen. I länder där förnamn juridiskt sett betraktas som könsneutrala ses ändå många förnamn inte som könsneutrala av allmänheten. Den som genomgår en transition kan därför ändå vilja byta förnamn till ett som bättre passar personens könsidentitet. Om alla förnamn juridiskt sett ses som könsneutrala kan personen byta förnamn innan hen byter juridiskt kön och även den som inte vill eller kan byta juridisk kön kan byta förnamn. I Sverige betraktas alla förnamn som könsneutrala sedan 2009. Från 2012 får även minderåriga över 12 år byta förnamn utan att namnens lämplighet bedöms utifrån personens könstillhörighet. 

### Medicinsk transition
En medicinsk transition innefattar könsbekräftande vård. Den kan omfatta exempelvis hormonterapi, hårborttagning, logopedbehandling och könsbekräftande kirurgi. Önskemålen om typen och mängden könsbekräftande behandling skiljer sig åt mellan olika transpersoner och de internationalla behandlingsriktlinjerna för patienter med könsdysfori rekommenderar en individualiserad vård. I en del länder erbjuds dock en slags paketlösningar som gör att patienten inte kan välja exempelvis enbart hormonterapi. I många länder är behandlingen också mycket dyr, om den inte bekostas av staten eller patientens sjukvårdsförsäkring. Det gör att många transpersoner inte har råd med exempelvis könsbekräftande kirurgi.

## Anhörigas reaktioner
När någon genomgår en transition kan anhöriga och nära vänner  uppleva en känsla av förlust och gå igenom en sorgeprocess. Familjemedlemmar kan sörja  könsrelaterade förväntningar som de upplever att transpersonen inte längre kommer att uppfylla, medan transpersonen själv kan känna sig avvisad av sina anhörigas behov av att sörja. Känslor som uppstår beskrivs som ett sätt att se personen som transitionerar som samma person, men ändå annorlunda, eller som både närvarande och frånvarande.